# Vol'ha Kaval'kova
Volha Aljaksandraŭna Kavalkova (in bielorusso Вольга Аляксандраўна Кавалькова?; Minsk, 1º gennaio 1984) è un'attivista bielorussa, nota per essere stata membro del team della candidata presidenziale Svjatlana Cichanoŭskaja e del Consiglio di Coordinamento istituito sulla scia delle proteste in Bielorussia nel 2020.

## Biografia
È nata a Minsk, in Bielorussia, nel 1984. Nel 2006 si è laureata in Giurisprudenza presso l'Accademia del Ministero degli Interni. Dal 2004 al 2008 ha lavorato presso l'amministrazione regionale di Minsk. A partire dal 2009 ha ricoperto il ruolo di avvocata e commercialista generale per cooperative di consumo nel settore abitativo. Tra il 2011 e il 2014, ha svolto anche attività di docenza presso un istituto di formazione.

### Carriera politica
Tra i membri del Consiglio di Coordinamento, istituito nell'agosto 2020, Kaval'kova viene considerata un politico professionista. È attiva nel movimento di opposizione da diversi anni. Dal 2011 è membro del Partito della Democrazia Cristiana Bielorussa, anche come vicepresidente. Era un'attivista anti-aborto. Già nel 2012, è stata membro del comitato esecutivo del suo partito e ha visitato Berlino con una delegazione di politici dell'opposizione su invito della Fondazione Konrad Adenauer dal 22 al 24 ottobre 2012, dove ha riferito in colloqui al Ministero degli Esteri, al Bundestag tedesco e alla Cancelleria federale sulla situazione deprimente nel suo paese d'origine dopo le elezioni parlamentari del 23 settembre 2012. All'epoca, si lamentò della repressione in corso, dei massicci brogli elettorali e della situazione economica sempre più deteriorata del paese. Durante la campagna del 2020 per la presidenza bielorussa, Kaval'kova ha attuato una serie di iniziative per la sua nomina a candidata ma senza successo. Pertanto, nel corso della campagna elettorale, si unì a Svjatlana Cichanoŭskaja diventando una delle sue più strette collaboratrici. Dopo le elezioni, Kaval'kova fu una delle promotrici del Consiglio di coordinamento.
Il 20 agosto 2020, il procuratore generale della Bielorussia, Alexander Konyuk, ha aperto un'indagine sui membri del Consiglio di coordinamento accusati di coinvolgimento nella preparazione di un colpo di Stato.
Il 24 agosto 2020, Kaval'kova e Sjarhej Dyleuski, un altro membro del Consiglio, sono stati arrestati dalla polizia speciale dell'OMON 
Kaval'kova fu imprigionata per 10 giorni.
Kaval'kova fu apparentemente sollecitata dal potere statale bielorusso a partire per la Polonia. Il 5 settembre 2020, ha tenuto una conferenza stampa davanti ai giornalisti a Varsavia insieme a Michal Dworczyk, capo di gabinetto del primo ministro polacco Mateusz Morawiecki. Lì, ha detto di essere stata minacciata dalle forze di sicurezza bielorusse dopo il suo arresto e poi portata al confine polacco. Aveva dovuto affrontare la decisione di andarsene o di essere incarcerata per molto tempo. Considerava ciò che le era stato fatto come tortura.
Poco dopo l'arresto di Dyleuski e Kaval'kova, Ernst-Dziedzic - portavoce di politica estera dei Verdi austriaci - si è pronunciato a favore dell'offerta di asilo politico da parte dell'Austria ad entrambi.
Durante la conferenza stampa del 5 settembre 2020, Dworczyk ha affermato che, a seguito di una decisione del Primo Ministro Morawiecki, "tutte le vittime della repressione politica in Bielorussia potrebbero contare sul sostegno e sull'assistenza della Polonia".

## Premi
- 2020: Premio Sacharov (Premio per la democrazia e i diritti umani)